# El Algodón
El Algodón är en ort i Mexiko.   Den ligger i kommunen La Misión och delstaten Hidalgo, i den sydöstra delen av landet, 180 km norr om huvudstaden Mexico City. El Algodón ligger 602 meter över havet och antalet invånare är 183.
Terrängen runt El Algodón är huvudsakligen bergig, men åt nordost är den kuperad. El Algodón ligger nere i en dal. Runt El Algodón är det ganska glesbefolkat, med 39 invånare per kvadratkilometer. Närmaste större samhälle är Chapulhuacán, 16,5 km nordost om El Algodón. I omgivningarna runt El Algodón växer i huvudsak blandskog.